# David Miller (philosophe politique)
Pour les articles homonymes, voir David Miller.
David Leslie Miller (né le 8 mars 1946) est un philosophe politique britannique. Il est professeur de philosophie politique à l'université d'Oxford et est membre officiel du Nuffield College d'Oxford. Il a auparavant enseigné à l'université de Lancastre et à l'université d'East Anglia. David Miller est titulaire d'un baccalauréat ès arts de l'université de Cambridge, ainsi que d'un baccalauréat en philosophie et d'un doctorat en philosophie de l'université d'Oxford. On compte parmi ses principaux écrits sa thèse (écrite en 1974) Social Justice, ainsi que On Nationality, et Citizenship and National Identity. Miller est connu pour avoir soutenu certains aspects du nationalisme libéral,.

## Écrits et philosophie politique
Dans Principles of Social Justice, Miller propose une interprétation pluraliste de la justice sociale, affirmant qu'il ne peut y avoir une unique source de justice. Il s'oppose donc aux théoriciens de la philosophie politique tels que Robert Nozick ou John Rawls, qui plaident tous deux pour une sorte de «théorie unificatrice» pour ce qui relève de la justice.
Miller prétend que la « justice sociale » (définie comme la distribution « juste » des avantages et des coûts au sein de la société) ne peut être définie qu'en référence à nos « jugements réfléchis ». Autrement dit, selon Miller, notre appréhension de ce qui est juste est le produit d'expériences vécues et c'est ce qui l'amène à plaider en faveur de l'inclusion de multiples sources de justice car, selon lui, les gens croient en une gamme de justifications de la justice qu'il faudrait prendre en compte.

## Liste non-exhaustive de ses écrits
- (en) Social Justice, 1976
- (en) Philosophy and Ideology in Hume's Political Thought, 1981.
- (en) Anarchism, 1984 (ISBN 0-460-10093-9).
- (en) Market, State, and Community: Theoretical Foundations of Market Socialism, 1989.
- (en) On Nationality, Oxford, 1995.
- (en) Principles of Social Justice, Harvard, 1999.
- (en) Citizenship and National Identity, Polity, 2000.
- (en) Political Philosophy: A Very Short Introduction, Oxford, 2003.
- (en) National Responsibility and Global Justice, Oxford, 2007.
- (en) Justice for Earthlings: Essays in Political Philosophy, Oxford, 2013.
- (en) Strangers in Our Midst: The Political Philosophy of Immigration, Harvard, 2016.